# 时间管理
时间管理就是用技巧、技术和工具帮助人们完成工作，实现目标。时间管理并不是要把所有事情做完，而是更有效的运用时间。时间管理的目的除了要决定该做些什么事情之外，另一个很重要的目的也是决定什么事情不应该做；时间管理不是完全的掌控，而是降低变动性。时间管理最重要的功能是透过事先的规划，作为一种提醒与指引。

## 发展阶段
时间管理的发展可以分为四个阶段：（例如史蒂芬·柯维）
- 第一代理论着重利用便条与备忘录，在忙碌中调配时间与精力；
- 第二代理论强调行事历与日程表，反映出时间管理已注意到规划未来的重要；
- 第三代理论正是目前流行的优先级观念。也就是依据轻重缓急设定短、中、长期目标；
- 第四代理论跳出“时间管理”的定义，主张把重心放在维持产出与产能的平衡上。

最近有一些观点（2001，David Allen）指出，“时间”和“管理”连在一起会误导人们以为“时间管理”是要对时间进行管理，而时间是无法进行管理的。这一概念实际上意味着它是“管理我们自己的活动，以确保它们是在规定期限内完成，这是一个难以管理的持续的资源”。要管理時間，提升工作效率，其實也與管理自己的情緒與內心有關，利用一點儀式，讓身體知道準備進入工作狀態，或者為自己提供一些誘因，都能更有效運用時間，提升工作效率。

## 流行体系

### 尽管去做
- 尽管去做（Getting Things Done，GTD）的基本理论是把一个人搁在脑中的所有事情从大脑中移出来，记录到纸上。这样，大脑便会不被多余的事情打搅而集中于现在所需完成的事情上面。
- 同时建立一个可靠的个人时间管理系统，通过收集、整理、组织、回顾与行动五个步骤来有条不紊而高效率地处理个人生活中的所有事情。
- 强调从小处入手，强调速度和效率，建立了一套工具和方法。
- GTD的创始人：戴维·艾伦（David Allen）

### 要事第一
- 要事第一（First Things First，FTF）是以原则为中心的方法，不是教導讀者如何提高速度，而是给讀者一个指南针为讀者指明方向。
- 强调根据七个习惯的原则和自己的使命、价值观，来规划自己的人生，根据这些原则决定哪些事情是真正对实现自己的人生意义重大的要事，然后处理要事。
- 强调从大局着眼，强调效果和方向，更多的是原则。
- FTF的创始人：史蒂芬·柯维

### 艾森豪威尔法則

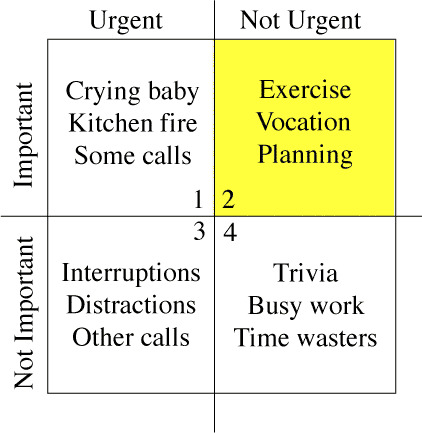
艾森豪威尔表格（又稱為Decision matrix）

艾森豪威尔法則是源自一般認為是德怀特·艾森豪威尔所說的話：「我手中的待辦事項可分為兩個種類，『緊急』和『重要』，重要的事情永遠不會緊急，緊急的事情不會重要。」
利用艾森豪威尔決策法則，各個待辦事項可依照「重要/不重要」和「緊急/不緊急」來劃分所在的決策矩陣象限)。
待辦事項詳細的區分方式如下：
1. 位於「緊急且重要」的待辦事項須立即親自開始動手完成[8]。例如：危機、截止日期迫在眉睫[7]。
2. 為「重要但不緊急的事情」設立完成日，並且親自完成[8] 。例如：人際關係、訂計畫、休閒放鬆等[7]。
3. 「不重要但緊急」的事情可委託他人代辦[8]。
4. 「不重要又不緊急」的事情就移除不做[8]。例如：單純浪費時間的事情[7]。

## 外部連結
- 邱佩柔. . 商周第1243期. 2011-09-19. （原始内容存档于2017-12-29）.